# Abbenroth
Abbenroth is een plaats in de Duitse gemeente Nümbrecht, deelstaat Noordrijn-Westfalen, en telt 31 inwoners (2006).